# John R. Goodin
John Randolph Goodin, född 14 december 1836 i Tiffin i Ohio, död 18 december 1885 i Kansas City i Kansas, var en amerikansk politiker (demokrat). Han var ledamot av USA:s representanthus 1875–1877.
Goodin tillträdde 1875 som kongressledamot och efterträddes 1877 av Dudley C. Haskell.
Goodin är begravd på Oak Grove Cemetery i Kansas City i Kansas.